# 技术创新
技术创新是指将新的或改进的产品、工藝、过程或服务引入市场，是創新的一個分支，也是科技产业发展以及產業升級的动力之一。單純沒有商業化的科学研究、发明创造、专利等不是技术创新。